# Saul Alves Martins
Saul Alves Martins (Januária, 1 de novembro de 1917 - Belo Horizonte,  10 de dezembro de 2009) foi um antropólogo e folclorista, professor da UFMG . Formado em Ciências Sociais, com mestrado e doutorado na área, se dedicou durante anos ao estudo e ao ensino da antropologia, com ênfase no folclore e na tradição de Minas Gerais.

## Histórico do Antropólogo
Defendeu sua dissertação de mestrado com a biografia do cangaceiro Antonio Dó e sua tese de doutorado com o título “Contribuição para o estudo científico do artesanato”, ambos publicados na forma de livro.

## Contribuições de Saul Alves Martins para a antropologia
Escritor atento as nuances da “cultura popular” e das formas de sociabilidade “tradicionais” expostas no interior de Minas Gerais, especialmente as rodas de São Gonçalo, Saul Alves Martins deixou um legado na descrição e na sistematização das formas de expressão cultural do interior do Brasil. Defendendo um estudo sistemático dessas formas de expressão, e profundamente influenciado pelo positivismo de Auguste Comte e de Émile Durkheim, o antropólogo folclorista defendia o folclore como a forma “primeira” (ou, usando o jargão durkheimniano, a “forma elementar”) de expressão da cultura de um povo.
Empresta seu nome ao Museu do Artesanato Saul Alves Martins, localizado na cidade de Vespasiano/MG, categorizado como um dos cinco melhores museus de cultura popular do Brasil. Cabe salientar que o museu possui em seu acervo uma grande quantidade de obras doada pelo antropólogo, fruto de suas pesquisas.
Nos tempos em que a antropologia vêm redescobrindo os estudos folclóricos, não apenas como fonte de dados para posteriores análises, mas também como um rico material de discussão, a obra de Saul Alves Martins aponta como de grande relevância para a construção teórica.

## Versos do Poeta
Saul Alves Martins também foi poeta, tendo publicado vários livros neste gênero literário, além de contribuições em coletâneas. Como exemplo de sua produção nesta área cabe ressaltar o poema "Flores do Campo"  considerado um dos dez melhores sonetos da fase contemporânea em Minas Gerais, que gerou ao antropólogo o prêmio recebido pela Academia Mineira de Letras em 1951. Segue um trecho do soneto:
| “ | Belas flores de pétalas bordadas, De raro odor e de aparência austera, Lindo jardim que a natureza gera Para alegrar a vida nas chapadas. | ” |

Além de seu trabalho como antropólogo, tornou-se coronel e comandou batalhões na capital mineira. É autor do hino oficial da Polícia Militar do Estado de Minas Gerais (PMMG), o que aponta para seu viés poético. Saul Alves Martins também se dedicou a poesia.

## Publicações do autor
- Canção da Terra.(Poesia). 1ª Edição .Belo Horizonte. Editora “O Lutador”. Belo Horizonte. 1952.
- A dança de São Gonçalo. Edição Mantiqueira. Belo Horizonte.1954.
- Opúsculo (1): artes e ofícios caseiros. Separata da Revista do Arquivo. CLXIV. Obra premiada pela Discoteca Pública Municipal de São Paulo, 1959.
- Os jogos infantis e as cantigas de roda. Edição do Centro Regional de Pesquisas Educacionais.MEC-INEP.Belo Horizonte, 1962.
- Opúsculo (2): o artesanato no Serro. Edição da Secretaria de Estado do Trabalho e Cultura Popular de Minas Gerais. Imprensa Oficial. Belo Horizonte, 1964.

- Folheto (2): uma oficina em cada lar. Edição da Secretaria de Estado do Trabalho e Cultura Popular de Minas Gerais. Belo Horizonte.Foi lema de Governo (Magalhães Pinto), 1964.

- A Indústria Caseira em Pitangui. Publicação da Secretaria de Estado do Trabalho e Cultura Popular de Minas Gerais. Belo Horizonte: Imprensa Oficial, 1966.

- Opúsculo (4): proteção ao artesanato. Edição da Secretaria de Estado do Trabalho e Cultura Popular de Minas Gerais. Imprensa Oficial. Belo Horizonte, 1966.
- Antônio Dó.   Edição da Imprensa Oficial. Belo Horizonte.   1ª Edição, 1967.
- Opúsculo (5): o museu e as pesquisas artesanais. Editora da Academia Patense de Letras. Patos de Minas, 1969.
- Os Barranqueiros. Edição do Centro de Estudos Mineiros. UFMG. Belo Horizonte, 1969.
- Contribuição ao estudo científico do artesanato. Edição da Imprensa Oficial. Belo Horizonte, 1973.
- O artesanato na região de Barreiros. (Nota Prévia) Campus Avançado da UFMG. Conselho de Extensão.Barreiras. Bahia, 1973.
- Arte e artesanato folclóricos. Edição do MEC – FUNARTE – CDFB . Rio de Janeiro, 1976.
- Arte popular figurativa. Edições Carranca. Belo Horizonte, 1977.
- Folclore em Minas Gerais. Edição do MEC-FUNARTE-INF, com participação da UFMG. Rio de Janeiro. 1ª edição, 1982.
- O misterioso número três. Edições Carranca . Belo Horizonte, 1987.
- Folclore: teoria e método.  Edição da Secretaria  de Estado da Cultura de Minas Gerais. Edição da Imprensa Oficial. Belo Horizonte, 1986.
- Congado: família de três irmãos.  Edição do SESC-MG. Belo Horizonte, 1988.
- Enciclopédia de literatura brasileira [contribuição a], de Afrânio Coutinho, edição do MEC, 1990.
- Folclore em Minas Gerais.  Edição (ampliada) da UFMG. Belo Horizonte. 2ª edição, 1991.
- Canção da Terra.(Poesia). Edição do Autor. Belo Horizonte.2ª edição, 1998.
- Dicionário Histórico e Biográfico Brasileiro [contribuição ao], da Fundação Getúlio Vargas, publicado em 2002.